# Zurkul
Zurkul a. Zar Kol – jezioro w północnym Afganistanie i południowym Tadżykistanie, na styku gór Pamir i Hindukusz. Jego północna część leży w Tadżykistanie. Jego powierzchnia wynosi 38,9 km². Jest na 20 km długie i na 3,5 km szerokie. Leży na wysokości 4126 m n.p.m. Z jeziora wypływa rzeka Pamir, która dalej stanowi granicę afgańsko-tadżycką. Na wschodnim brzegu jeziora położone jest osiedle Qarabolaq.